# Freddy Kalas
Freddy Kalas (* 12. Februar 1990), eigentlich Fredrik Auke ist ein norwegischer Musiker aus Drammen.

## Biografie
Seit er zwölf Jahre alt war, machte Fredrik Auke Musik. Einen ersten Erfolg hatte er 2011 mit dem Lied Cannabus zusammen mit seinem jüngeren Bruder Simen als SimenA feat. Freddy Genius. Danach hatte aber erst einmal der Bruder den großen Durchbruch: Zusammen mit seinem Freund Mikkel Christiansen gründete er das DJ-Duo Broiler, das ab 2012 eine ganze Reihe von Partyhits hatte.
Ende 2014 versuchte sich Fredrik Auke dann selbst an einem Partyhit und veröffentlichte unter dem Künstlernamen Freddy Kalas den Song Pinne for landet. Im Januar 2015 stieg er bis auf Platz eins in den norwegischen Charts und hielt sich dort drei Wochen. Die beiden Nachfolgesingles verpassten die Top 20, aber Ende des Jahres folgte mit Hey Ho ein zweiter Hit, der es bis auf Platz zwei brachte. Auch im Nachbarland Schweden war dieses Lied erfolgreich und erreichte dort die Top Ten.
2016 nahm er am Melodi Grand Prix, den norwegischen Vorentscheid zum Eurovision Song Contest teil. Mit dem Titel Feel da Rush belegte er im Finale den zweiten Platz. Auke wirkte in der im Jahr 2022 aufgezeichneten 13. Staffel der Musikshow Hver gang vi møtes mit.

## Diskografie
Singles

| Jahr | Titel Album             | Höchstplatzierung, Gesamtwochen, AuszeichnungChartplatzierungen (Jahr, Titel, Album, Platzierungen, Wochen, Auszeichnungen, Anmerkungen) | Höchstplatzierung, Gesamtwochen, AuszeichnungChartplatzierungen (Jahr, Titel, Album, Platzierungen, Wochen, Auszeichnungen, Anmerkungen) | Anmerkungen                             |
| Jahr | Titel Album             | NO | SE | Anmerkungen                             |
| ---- | ----------------------- | --- | --- | --------------------------------------- |
| 2011 | Cannabus 2011 –         | NO15 (2 Wo.)NO | — | Erstveröffentlichung: 20. März 2011     |
| 2014 | Pinne for landet –      | NO1 (24 Wo.)NO | SE78 Platin · (9 Wo.)SE | Erstveröffentlichung: 25. Dezember 2014 |
| 2015 | Fest hos Kalas –        | NO26 (6 Wo.)NO | — | Erstveröffentlichung: 2. April 2015     |
| 2015 | God sommer –            | NO23 (7 Wo.)NO | — | Erstveröffentlichung: 3. Juli 2015      |
| 2015 | Hey Ho –                | NO7 (46 Wo.)NO | SE4 ×4Vierfachplatin · (55 Wo.)SE | Erstveröffentlichung: 1. November 2015  |
| 2015 | Pinne for Sverige –     | — | SE59 (7 Wo.)SE | Erstveröffentlichung: 25. Dezember 2015 |
| 2016 | Feel da Rush –          | NO2 (21 Wo.)NO | SE72 (19 Wo.)SE | Erstveröffentlichung: 2. Februar 2016   |
| 2016 | Jovial –                | NO1 ×8Achtfachplatin · (22 Wo.)NO | SE79 (12 Wo.)SE | Erstveröffentlichung: 20. Mai 2016      |
| 2016 | Sunshine Hits My Face – | NO31 (4 Wo.)NO | — | Erstveröffentlichung: 28. Oktober 2016  |
| 2017 | Gjøre ingenting –       | NO15 (11 Wo.)NO | — | Erstveröffentlichung: 21. April 2017    |
| 2018 | BlimE –                 | NO14 (8 Wo.)NO | — | Erstveröffentlichung: 22. Juni 2018     |
| 2021 | Et sommertegn –         | NO29 (5 Wo.)NO | — | Erstveröffentlichung: 18. Juni 2021     |
| 2023 | Bare en mann –          | NO16 (3 Wo.)NO | — | aus Hver gang vi møtes                  |
| 2023 | Olav Olav –             | NO32 (1 Wo.)NO | — | aus Hver gang vi møtes                  |
| 2023 | Dans –                  | NO25 (4 Wo.)NO | — | aus Hver gang vi møtes                  |
| 2023 | Hallo –                 | NO39 (1 Wo.)NO | — | aus Hver gang vi møtes                  |

Weitere Singles
- 2017: Vibber